# 아시아 헌터
《아시아 헌터》는 2012년 2월 10일부터 2013년 6월 28일까지 방송된 교양 프로그램이다.

## 기획 의도
아시아 곳곳에서 일어나는 진기한 일들과 아시아 각국 사람들의 삶을 생생하고 발 빠르게 전하는 프로그램이다.

## 방송 시간
- 2012년 2월 10일 ~ 2013년 4월 12일 : 매주 금요일 오후 8시 50분
- 2013년 4월 20일 ~ 2013년 5월 25일 : 매주 토요일 오후 8시 5분
- 2013년 6월 7일 ~ 2013년 6월 28일 : 매주 금요일 오후 8시 40분

## 같이 보기
- PD수첩, TV특종 놀라운 세상 (MBC TV)
- 순간포착 세상에 이런일이 (SBS TV)
- 특종세상 (MBN)
- 코리아 헌터, NEW 코리아 헌터 (TV조선)
- 라디오 동의보감, 밤의 디스크쇼 (MBC 표준FM)